# Cratyna thula
Cratyna thula är en tvåvingeart som beskrevs av Pekka Vilkamaa och Heikki Hippa 2005. Cratyna thula ingår i släktet Cratyna och familjen sorgmyggor.
Artens utbredningsområde är Finland. Inga underarter finns listade i Catalogue of Life.